# Perrhybris
Perrhybris är ett släkte av fjärilar. Perrhybris ingår i familjen vitfjärilar.
Kladogram enligt Catalogue of Life:
| Perrhybris | \| \| Perrhybris lorena \| \| \| \| \| \| Perrhybris lypera \| \| \| \| \| \| Perrhybris pamela \| \| \| \| |
|            | \| \| Perrhybris lorena \| \| \| \| \| \| Perrhybris lypera \| \| \| \| \| \| Perrhybris pamela \| \| \| \| |
|            | Perrhybris lorena                                                                                           |
|            | |
|            | Perrhybris lypera                                                                                           |
|            | |
|            | Perrhybris pamela                                                                                           |
|            | |

## Bildgalleri

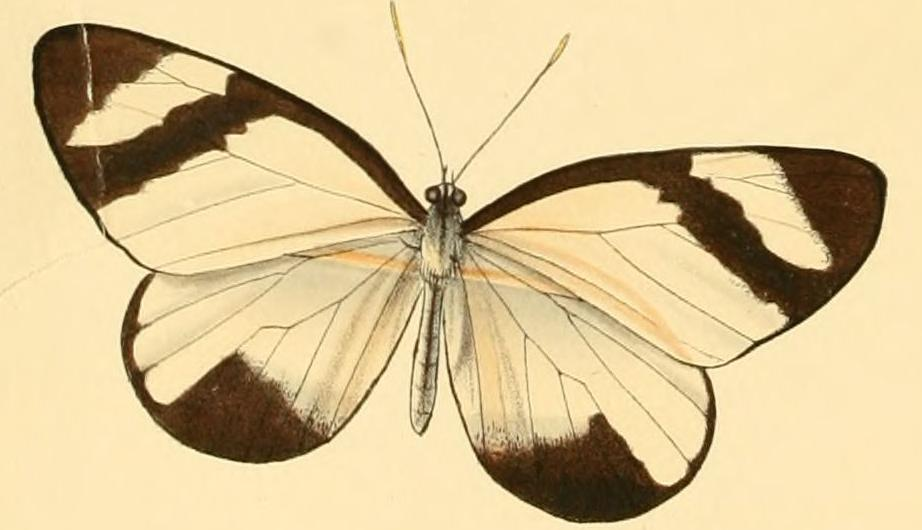
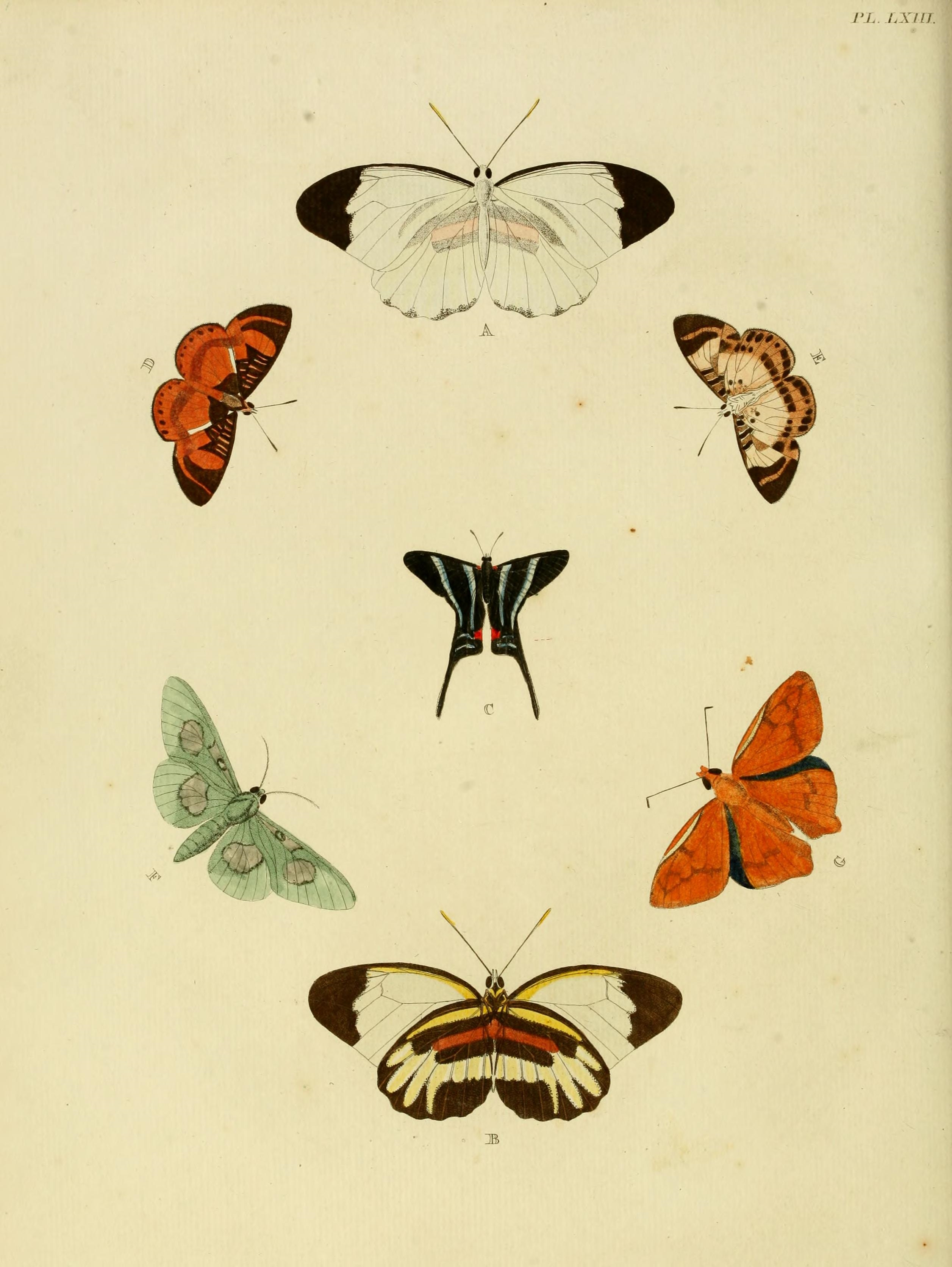
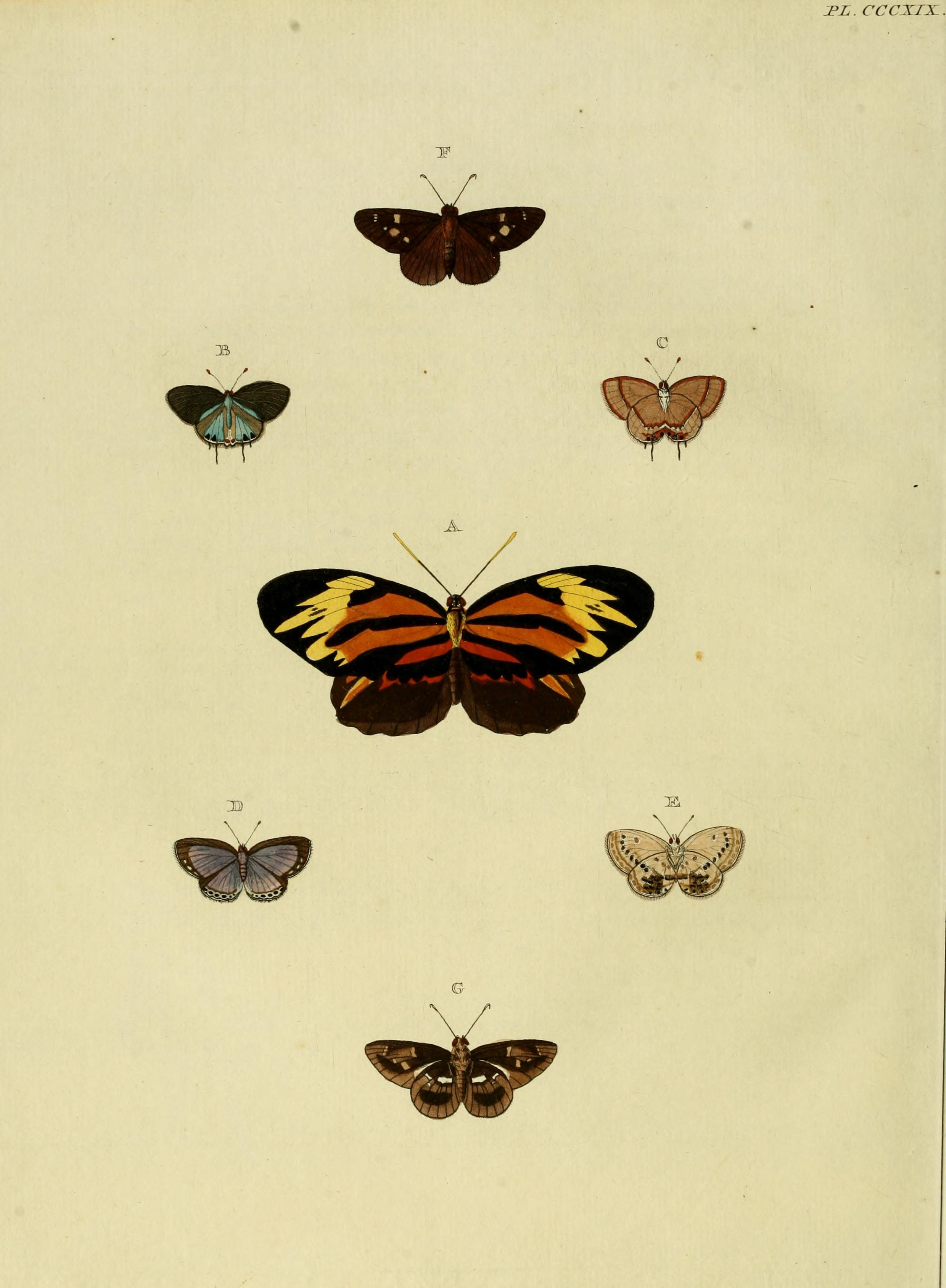
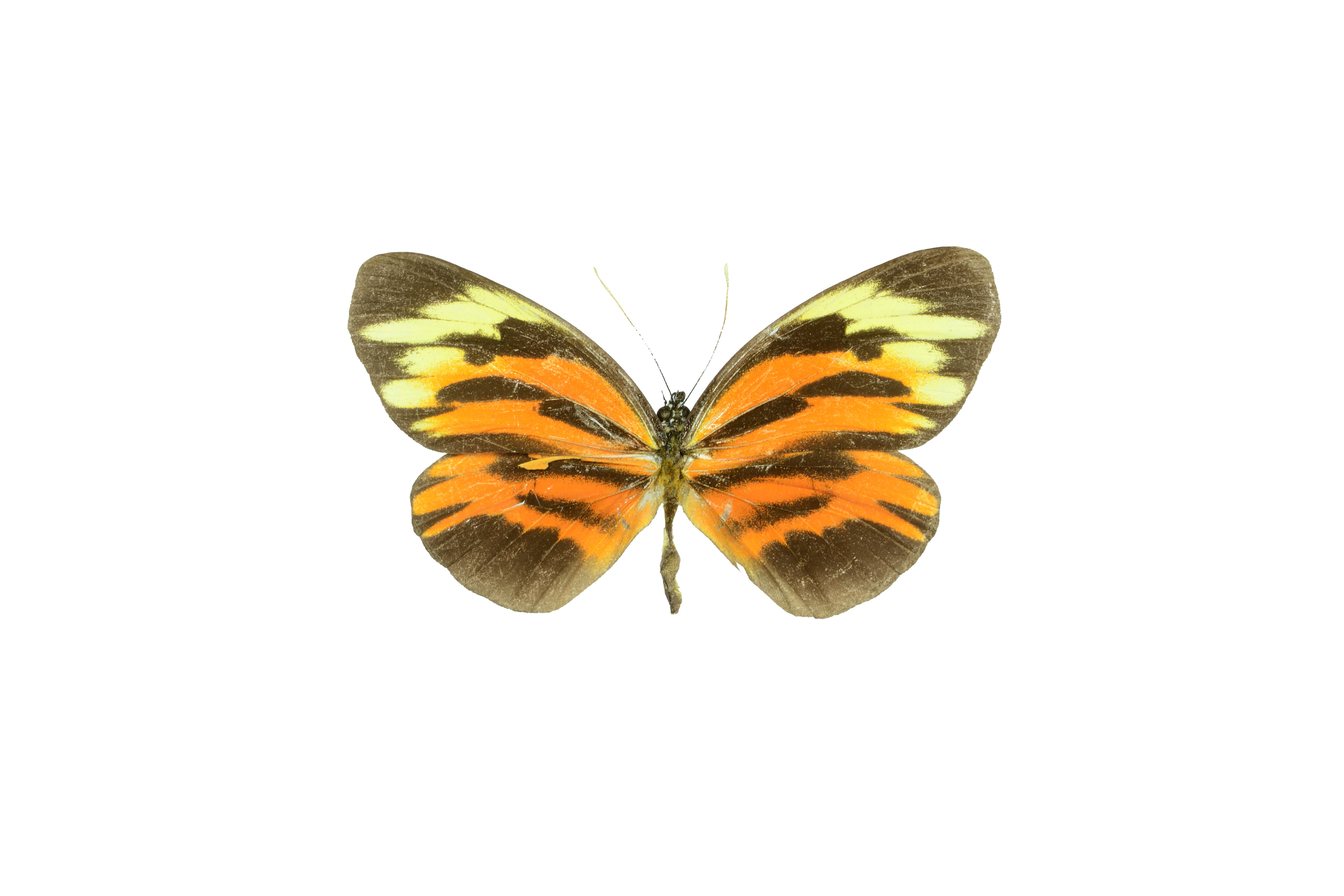
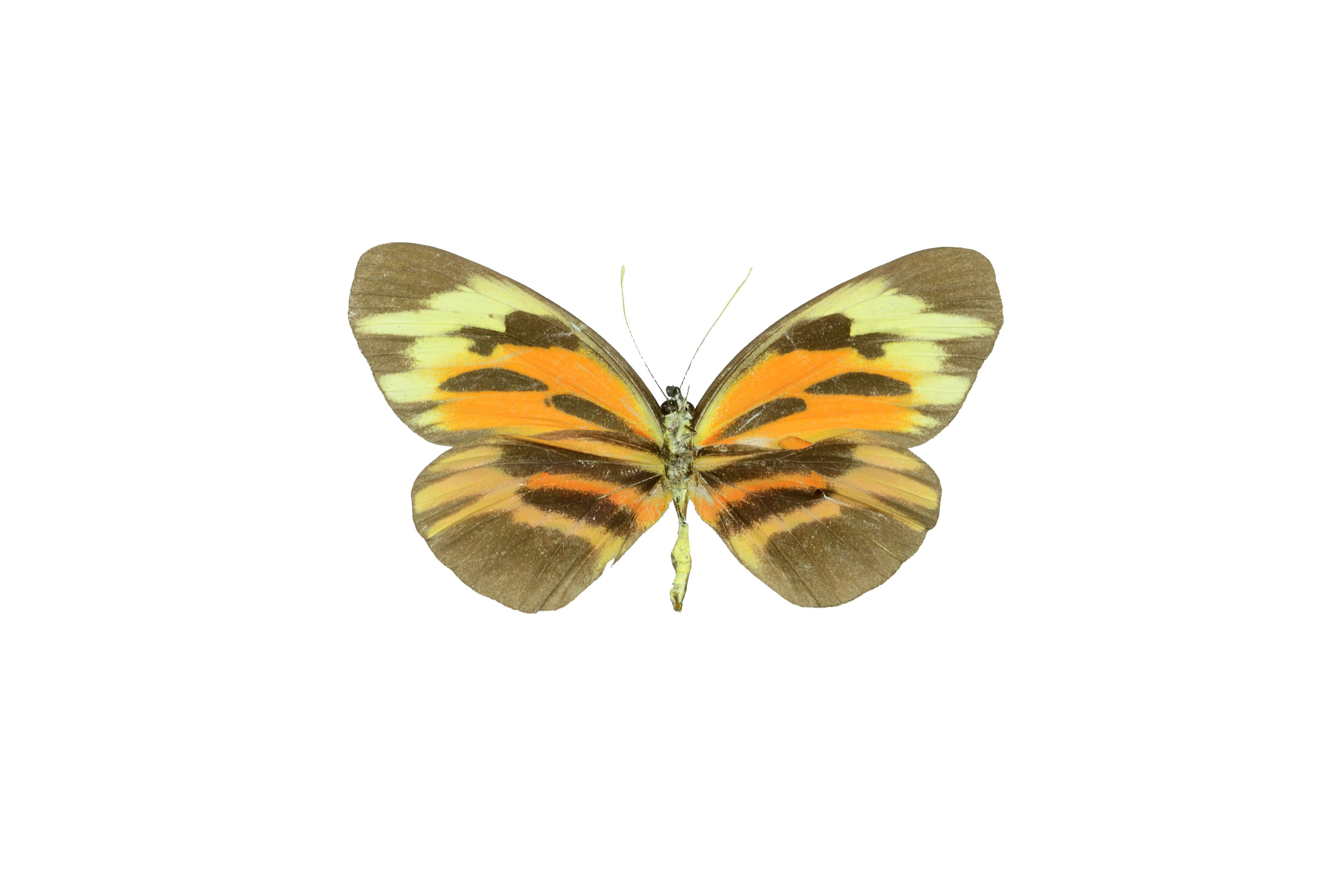
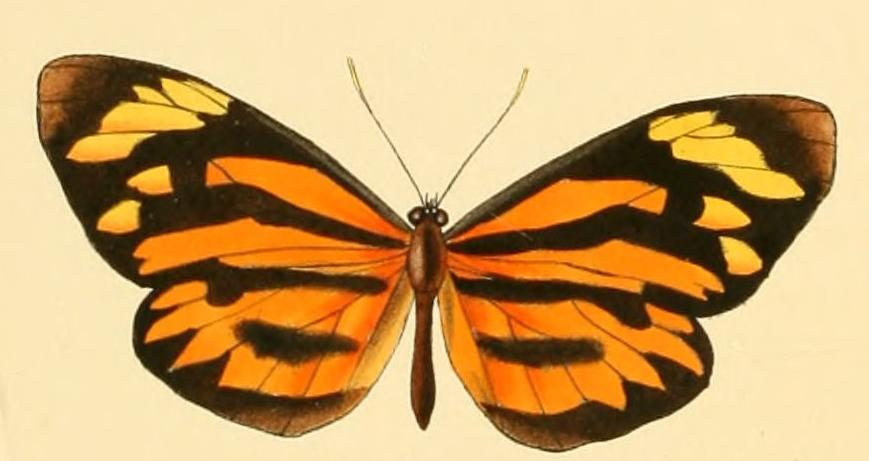